# Carlos Carrasco (giocatore di baseball)
Carlos Luis Carrasco (Barquisimeto, 21 marzo 1987) è un giocatore di baseball venezuelano, lanciatore per i New York Mets della Major League Baseball (MLB).

## Carriera

### Inizi e Minor League

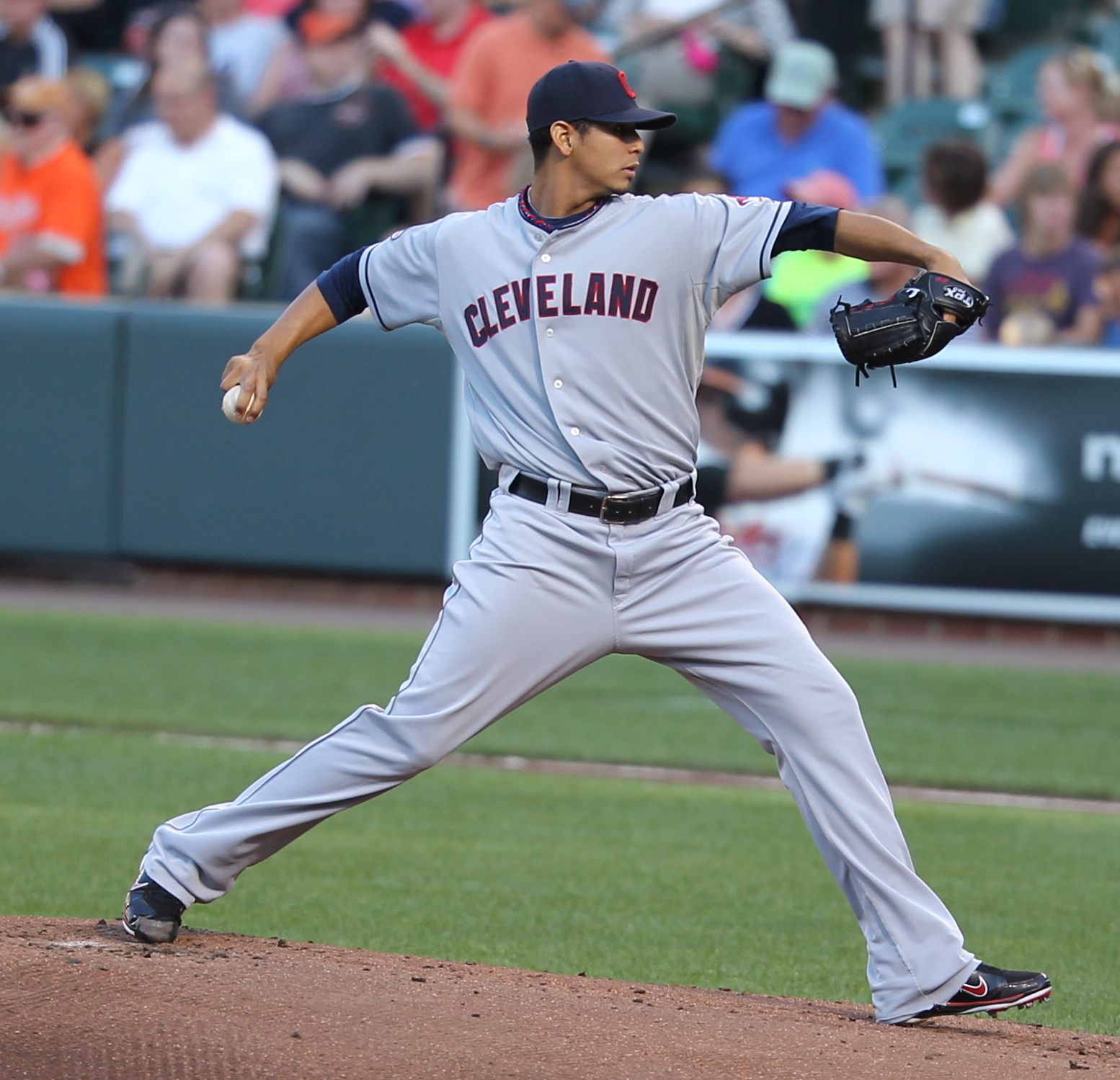
Carrasco con gli Indians nel 2011

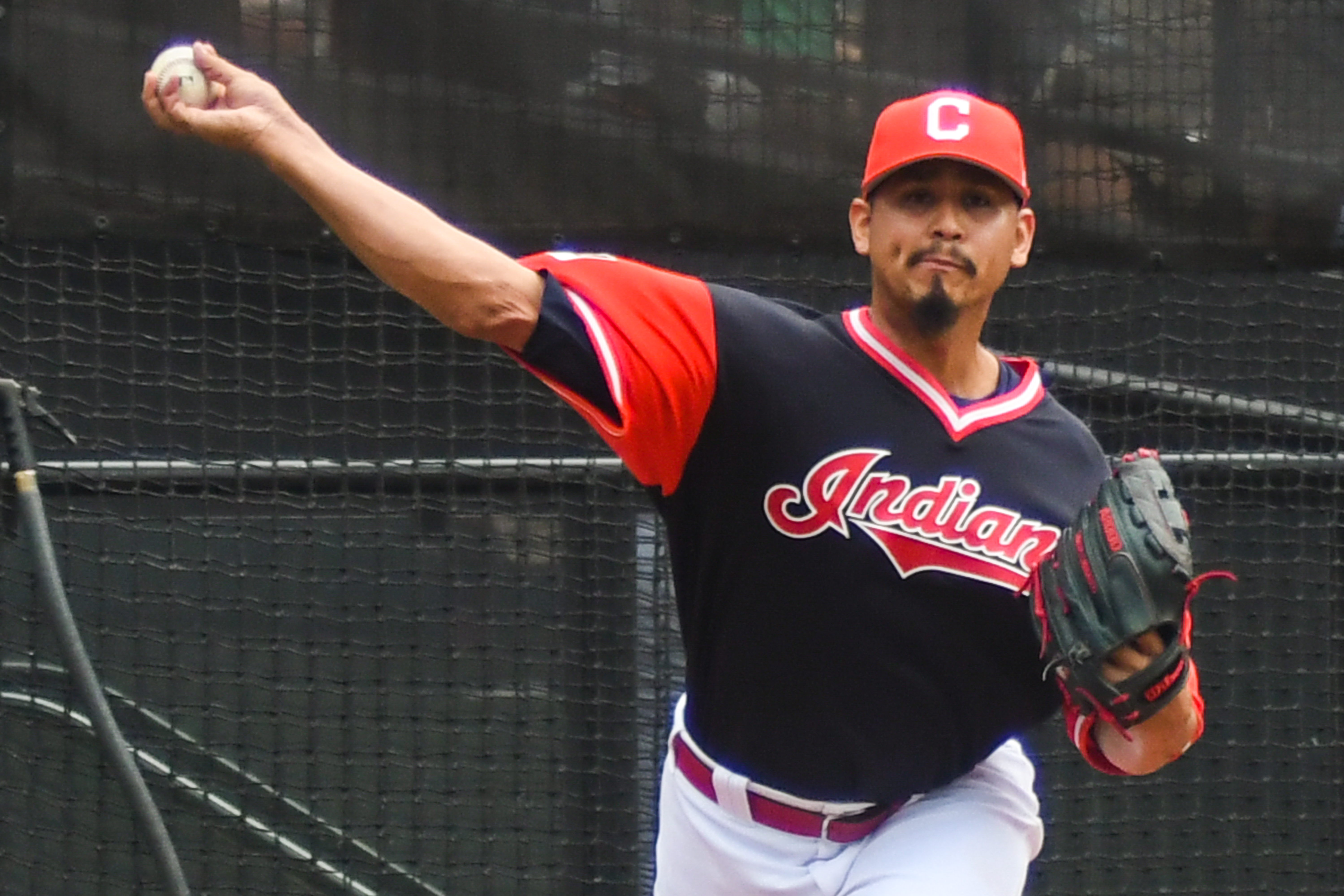
Carrasco mentre lancia dal bullpen nel 2017

Nato a Barquisimeto in Venezuela, Carrasco frequentò il Liceo Federico Carmona nella sua città natale. 
Iniziò la sua carriera professionistica il 25 novembre 2003, quando firmò come free agent amatoriale con i Philadelphia Phillies. Iniziò a giocare nel 2004 nella classe Rookie della minor league. Nel 2005 giocò nelle classi Rookie, A-breve e nella classe A, in quest'ultima trascorse l'intera stagione 2006. Nel 2007 giocò nella classe A-avanzata e nella Doppia-A. Nel 2008 disputò 20 partite nella Doppia-A e 6 nella Tripla-A. Iniziò la stagione 2009 nella Tripla-A.
Il 29 luglio 2009, i Phillies scambiarono Carrasco, Jason Donald, Lou Marson e il giocatore di minor league Jason Knapp, con i Cleveland Indians per Ben Francisco e Cliff Lee.

### Major League
Carrasco debuttò nella MLB il 1º settembre 2009, al Comerica Park di Detroit contro i Detroit Tigers. Schierato come lanciatore partente disputò tre inning, realizzando tre strikeout e concedendo tre basi su ball, nove valide tra queste tre fuoricampo (di cui due consecutivi) e sei punti. Concluse la stagione con 5 partite disputate nella MLB e 26 nella Tripla-A.
Dopo essere tornato brevemente nelle minor league, nel 2011 iniziò ad essere impiegato con frequenza come lanciatore partente nella MLB, terminando con un record 8-9 e 85 strikeout su 21 partite disputate complessivamente (tutte da partente).
Nel 2013 Carrasco entrò stabilmente nella rotazione dei partenti della squadra. Nel 2017 guidò l'American League in vittorie, terminando quarto nelle votazioni del Cy Young Award, vinto dal compagno Corey Kluber.
Il 7 gennaio 2021, gli Indians scambiarono Carrasco e Francisco Lindor con i New York Mets per Amed Rosario, Andrés Giménez, Josh Wolf e Isaiah Greene. Iniziò la sua stagione il 30 luglio, a causa di un infortunio ai muscoli ischiocrurali, rimediato durante lo spring training. Al termine della stagione, in cui apparve in sole dodici partite, Carrasco scoprì di aver lanciato con un frammento di osso nel gomito, poi rimosso a ottobre.

## Palmarès
- Leader dell'American League in vittorie: 1

2017